# Let do nebezpečí

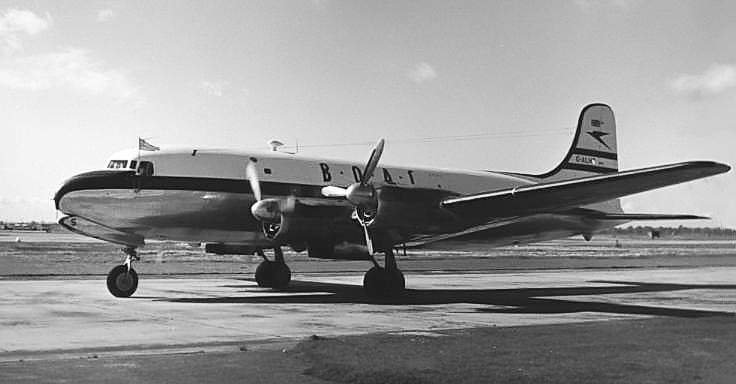
Dopravní letoun Douglas DC-4, ve kterém se odehrává děj románu

Let do nebezpečí (v anglickém originále Flight Into Danger: Runway Zero-Eight) je román Arthura Haileyho a Johna Castlea z roku 1958. Je románovou adaptací Haileyho televizního filmu Flight into Danger.
Příběh popisuje dramatický let dopravního letounu Douglas DC-4 na lince Winnipeg – Vancouver, jehož někteří pasažéři i oba piloti prodělají otravu jídlem. S letícím letadlem tak nemá kdo přistát. Nakonec se ale na palubě mezi pasažéry najde lékař Baird, jenž se o postižené postará. Letadlem cestuje také někdejší válečný pilot George Spencer, který za pomoci rad pilota z letiště na zemi ve spolupráci se stevardkou přistane v cílové destinaci.
Arthur Hailey, který za druhé světové války létal jako stíhací pilot v RAF, přišel s myšlenkou napsat tuto televizní hru během letu mezi Vancouverem a Torontem v roce 1955. Tenkrát pracoval v Torontu jako obchodní zástupce u výrobce nákladních automobilů, podobně jako hlavní hrdina příběhu. Scénář napsal během devíti dnů a kanadská společnost Canadian Broadcasting Corporation jej koupila za 600 dolarů. Šedesátiminutová hra byla odvysílána 3. dubna 1956 a sledovaly ji dva miliony diváků. O rok později vznikl i celovečerní film Zero Hour!. Příběh se později stal námětem i pro další filmy.
Do češtiny knihu přeložil Vladimír Müller (Vyšehrad, 1976).
V roce 1981 ji pro Československý rozhlas jako rozhlasovou hru nahrál režisér Jiří Horčička s herci Eduardem Cupákem, Jiřím Adamírou, Gabrielou Vránovou, Václavem Postráneckým, Luďkem Munzarem či Josefem Vinklářem.
| „                                 | Jakmile vyšel na plochu letiště, ovanul ho nepříjemný a studený vítr s deštěm a ohlušil ho řev motorů tryskových letadel. Vše, co ho v té chvíli obklopovalo, mu bylo důvěrně známé z mnoha letišť, která viděl. Uvědomil si, že změť zdánlivě náhodných jevů, činností a zvuků není ničím jiným než výslednicí drobné a častokrát neviditelné a odpovědné práce mnoha desítek lidí. Jeden ze zaměstnanců letiště mu ukázal stojánku letadla linky sedm set čtrnáct. Letadlo se lesklo v záři letištních reflektorů. Dvě ze čtyř vrtulí se již otáčely a připomínaly velké stříbřité kotouče. Když Spencer zpozoroval, že se pracovníci pozemního personálu chystají odstavit nástupní schůdky, znovu se rozběhl, přeskočil několik kaluží a na poslední chvíli vyběhl po schůdcích do letadla. | “ |
| — Arthur Hailey: Let do nebezpečí | |   |